# EMW 340
EMW 340 (до 1951 года BMW 340) — марка и модель восточногерманских легковых автомобилей, выпускавшихся с 1949 по 1955 год на народном предприятии Automobilwerk Eisenach в городе Айзенах.

## История
В 1928 году компания BMW выкупила автомобильный завод в немецком городе Айзенахе (земля Тюрингия), на котором выпускались по лицензии британской фирмы Austin легковые автомобили марки «Dixi». К середине 30-х годов предприятие выпускало линейку легковых автомобилей марки BMW.
С началом Второй мировой войны автомобильный завод в Айзенахе переключился на производство продукции для нужд Вермахта. После окончания войны Тюрингия вместе с городом Айзенахом и автомобильным заводом BMW попали в Советскую оккупационную зону Германии. Уже в 1945 году здесь возобновилось производство автомобилей BMW модели 321. В 1947 году предприятие вошло в состав советско-германского акционерного общества Автовело. В это же время начались работы по созданию новой модели легкового автомобиля. Новый автомобиль должен был получить четырёхместный кузов типа седан. При работе над будущим автомобилем учитывались довоенные наработки завода, в частности модель 326 и прототип 332 созданный в 1939/40 годах.
Новый автомобиль, готовый к 1948 году, получился более гармоничным и современным, чем его довоенные предшественники, фары были интегрированы в крылья, однако, вместе с тем исчезли фирменные «ноздри» BMW, а вместо них появилась массивная фальшрешётка состоящая из горизонтальных хромированный брусьев. Автомобиль получил обозначение BMW 340 и со следующего 1949 года началось его производство. Кроме внутреннего рынка, BMW 340 стал поставляться и на экспорт. Однако у завода возникли проблемы с незаконным использованием торговой марки BMW, поскольку завод уже не принадлежал компании BMW, администрация которой осталась в Баварии, в американской оккупационной зоне, а с мая 1949 года во вновь образованной ФРГ. По этому поводу состоялся ряд международных судебных тяжб, в результате завод обязался не использовать марку BMW на своей продукции. В спешном порядке была придумана своя марка EMW — Eisenacher Motorenwerk (Завод моторов в Айзенахе). По сути, была изменена лишь первая литера аббревиатуры BMW, а также сменился логотип.
К началу 1950-х, кроме автомобиля с кузовом седан, на заводе были разработаны и запущены в производство автомобили с кузовом универсал (комби), а также коммерческое шасси для установки кузовов типа фургон. Автомобили BMW/EMW 340 поставлялись, в том числе, и в СССР по репарационным выплатам ГДР. Производство автомобилей EMW 340 было завершено в 1955 году, в связи подготовкой завода к выпуску новых автомобилей марки Wartburg.

### Значение
Автомобили BMW/EMW 340 стали фактически первым самостоятельно созданным легковым автомобилем в ГДР, а также символом самой социалистической Германии 1950-х годов. Их активно использовали в Народной полиции, медицине и прочих государственных службах и органах ГДР. Некоторое количество автомобилей этой модели сохранились и на просторах бывшего СССР, большинство из них в процессе эксплуатации утратило свой первоначальный облик и оригинальные детали. Так же определённое количество автомобилей сохранилось и в самой Германии. Они являются частными гостями на выставках и пробегах ретро автомобилей.

Автомобиль снимали в кино. В частности, в советском художественном фильме "Циклон начнётся ночью" на этом автомобиле по Берлину образца 1944 года передвигался главный герой - советский разведчик обер-лейтенант Либель. Его роль сыграл актёр Анатолий Ромашин. 

## Галерея

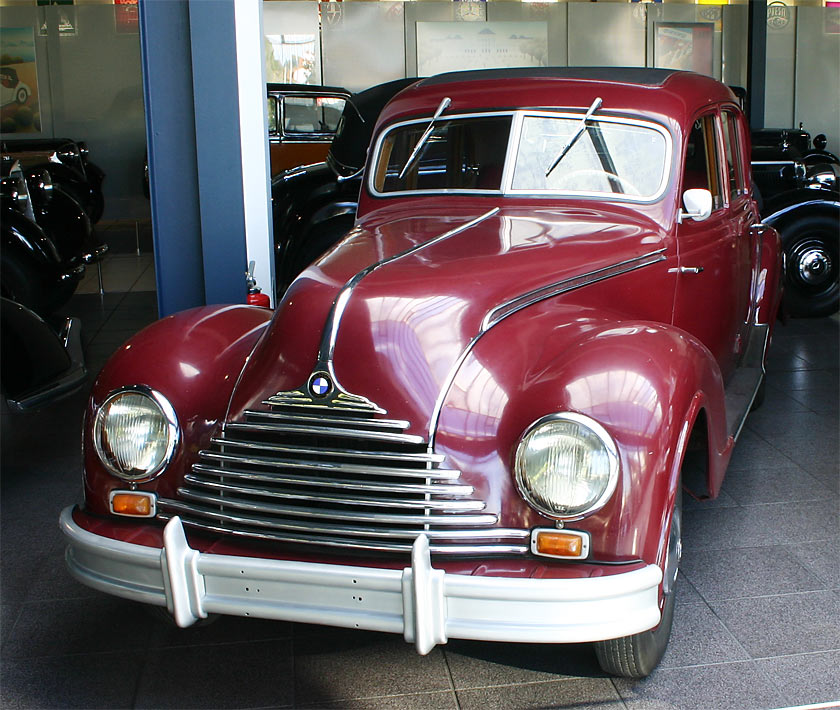
BMW 340 с логотипом BMW на капоте
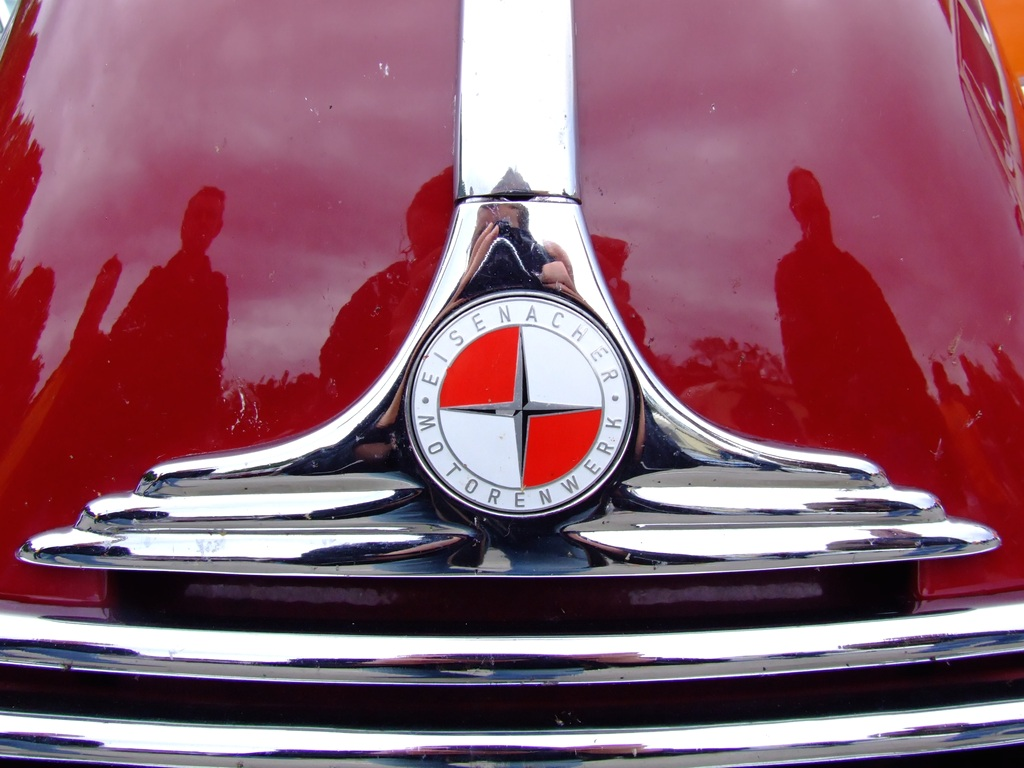
Новый логотип принятый в 1951 году с красным и белыми цветами, с ним автомобили выходили под маркой EMW
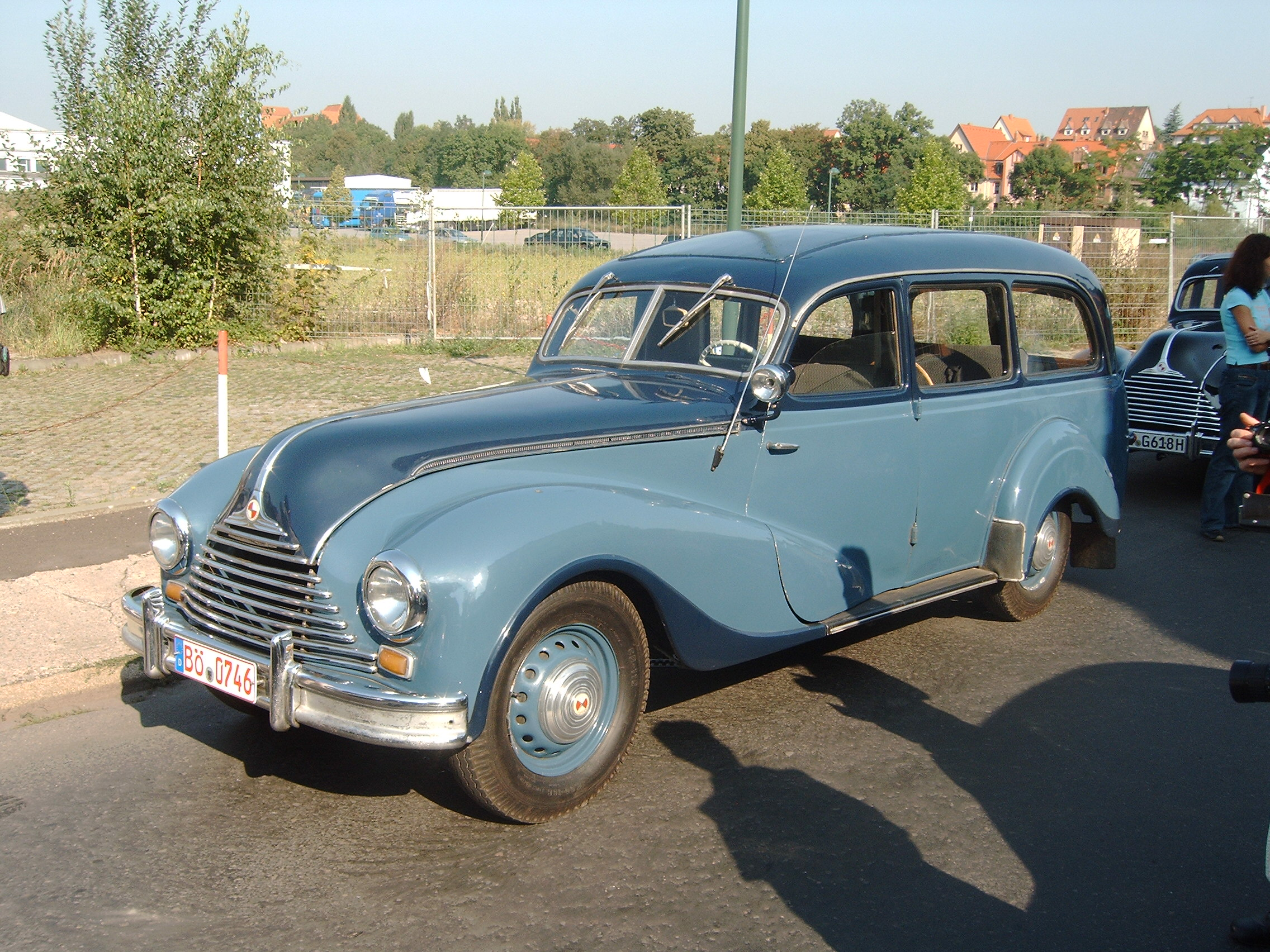
EMW 340 Kombi
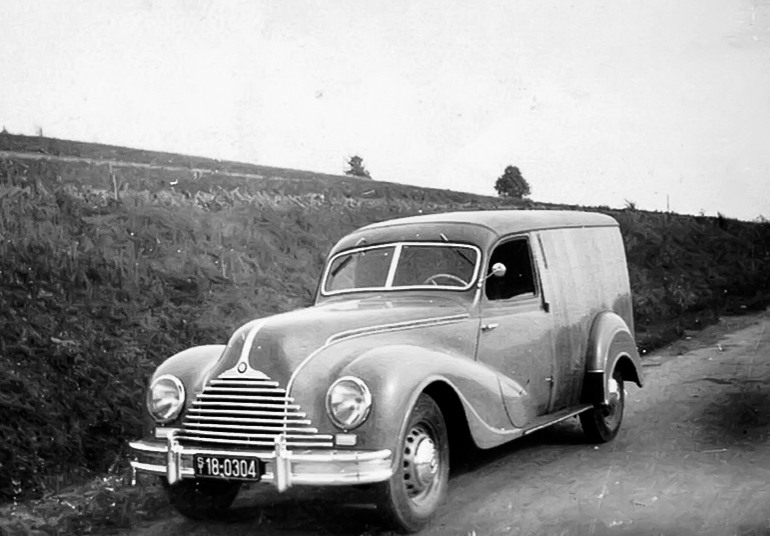
Автомобиль с деревянным кузовом фургон